# Coppa Italia Primavera 1984-1985
La Coppa Italia Primavera 1984-1985 è stata la tredicesima edizione del torneo riservato alle squadre giovanili iscritte al Campionato Primavera. Il detentore del trofeo era il Torino.
La vittoria finale è andata al Milan per la prima volta nella sua storia. I rossoneri di Fabio Capello hanno avuto la meglio dei succitati granata di Sergio Vatta, detentori delle precedenti due edizioni del trofeo, in una doppia finale risoltasi ai tiri di rigore, dopo che le due formazioni avevano vinto con egual punteggio una gara a testa: nell'epilogo dal dischetto è risultato decisivo l'errore del torinista Borroni, che ha permesso alla squadra milanista, infallibile dagli undici metri, di inscrivere per la prima volta il proprio nome nell'albo d'oro della manifestazione.

## Finale
La gara di andata si è disputata in Lombardia, mentre quella di ritorno il 22 maggio 1985 allo stadio Filadelfia di Torino.
| Squadra 1 | Totale | Squadra 2 | Andata | Ritorno         |
| --------- | ------ | --------- | ------ | --------------- |
| Milan     | 1 - 1  | Torino    | 1 - 0  | 0 - 1 (5-4 dtr) |

| 1985                                                   | Milan     | 1 – 0 | Torino |  |
| \| \| \| \| \| Cornacchia ?’ (aut.) \| Marcatori \| \| |           |       |        |  |
|                                                        |           |       |        |  |
| Cornacchia ?’ (aut.)                                   | Marcatori |       |        |  |

| Torino 22 maggio 1985                                                      | Torino               | 1 – 0 (d.t.s.) | Milan | Stadio Filadelfia (2 000 circa spett.) |
| \| \| \| \| \| Comi 7’ \| Marcatori \| \| \| \| Tiri di rigore 4 – 5 \| \| |                      |                |       |                                        |
|                                                                            |                      |                |       |                                        |
| Comi 7’                                                                    | Marcatori            |                |       |                                        |
|                                                                            | Tiri di rigore 4 – 5 |                |       |                                        |